# Руда-Стравчинська
Руда-Стравчинська (пол. Ruda Strawczyńska) — село в Польщі, у гміні Стравчин Келецького повіту Свентокшиського воєводства.
Населення — 797 осіб (2011).
У 1975-1998 роках село належало до Келецького воєводства.

## Демографія
Демографічна структура на день 31 березня 2011 року:
|          | Загалом | Допрацездатний вік | Працездатний вік | Постпрацездатний вік |
| -------- | ------- | ------------------ | ---------------- | -------------------- |
| Чоловіки | 427     | 96                 | 294              | 37                   |
| Жінки    | 370     | 76                 | 236              | 58                   |
| Разом    | 797     | 172                | 530              | 95                   |